# Uafhængighedsdag
Uafhængighedsdag er den dag, en nation er blevet uafhængig af en anden nations herredømme. Det drejer sig ofte om en kolonisering, der frivilligt er blevet opgivet, eller når en besættelsesmagt er blevet fordrevet med magt. Normalt fejres årsdagen for uafhængigheden som en national festdag.
Her følger en liste med en lang række landes uafhængighedsdage.
| Stat                          | Dato                         | Baggrund |
| ----------------------------- | ---------------------------- | --- |
| Afghanistan                   | 19. august                   | Uafhængighed fra Storbritanniens kontrol over afghanske udenrigsforhold i 1919. |
| Albanien                      | 28. november                 | (Dita e Pavarësisë) Udråbt af Ismail Qemali i 1912 som tegn på, at fem århundreders osmannisk overherredømme var ovre. |
| Algeriet                      | 5. juli                      | Uafhængighed fra Frankrig i 1962. |
| Andorra                       | 14. marts                    | Uafhængighed fra Frankrig og Spanien i 1993. |
| Angola                        | 11. november                 | Portugal giver selvstændighed til sin tidligere koloni i 1975. |
| Antigua og Barbuda            | 1. november                  | Uafhængighed fra Storbritannien i 1981. |
| Argentina                     | 9. juli                      | Uafhængighed fra Spanien erklæret i 1816. |
| Armenien                      | 21. september                | Uafhængighed fra Sovjetunionen i 1991. |
| Aserbajdsjan                  | 18. oktober                  | Uafhængighed fra Sovjetunionen i 1991. |
| Bahamas                       | 10. juli                     | Uafhængighed fra Storbritannien i 1973. |
| Bahrain                       | 15. august                   | Uafhængighed fra Storbritannien i 1971. |
| Bangladesh                    | 26. marts eller 16. december | Ensidig erklæring om uafhængighed af den politiske union med Pakistan 26. marts 1971. Sejr i Bangladeshs løsrivelseskrig i det tidligere Østpakistan (1947-1971) førte til officiel uafhængighed 16. december 1971.                                                                                |
| Barbados                      | 30. november                 | Uafhængighed fra Storbritannien i 1966. |
| Belgien                       | 4. oktober                   | (Den belgiske revolution) Uafhængighed fra Holland i 1830. |
| Belize                        | 21. september                | Uafhængighed fra Storbritannien i 1981. |
| Benin                         | 1. august                    | Uafhængighed fra Frankrig i 1960. |
| Bolivia                       | 6. august                    | Uafhængighed fra Spanien i 1825. |
| Bosnien og Hercegovina        | 1. marts                     | Uafhængighed fra Jugoslavien i 1992. |
| Botswana                      | 30. september                | Uafhængighed fra Storbritannien i 1966. |
| Brasilien                     | 7. september                 | (Sete de Setembro) Erklæring om uafhængighed fra Portugal denne dag i 1822. Ikke anerkendt før 29. august 1825. |
| Brunei                        | 1. januar                    | Uafhængighed fra Storbritannien i 1984. |
| Bulgarien                     | 22. september                | De jure uafhængighed fra det Osmanniske Rige i 1908. |
| Burkina Faso                  | 5. august                    | Uafhængighed fra Frankrig i 1960. |
| Burma (Myanmar)               | 4. januar                    | Uafhængighed fra Storbritannien i 1948. |
| Burundi                       | 1. juli                      | Uafhængighed fra Belgien i 1962. |
| Chile                         | 12. februar                  | Uafhængighed fra Spanien erklæret på denne dag i 1818. Reelt fejrer chilenerne dagen for den første Junta-regering 18. september. Datoen blev først anerkendt 25. april 1844. |
| Colombia                      | 20. juli og 7. august        | Uafhængighed fra Spanien i 1810. |
| Congo (Demokratiske Republik) | 30. juni                     | Uafhængighed fra Belgien i 1960. |
| Costa Rica                    | 15. september                | Uafhængighed fra Spanien i 1821. |
| Dominikanske Republik         | 27. februar                  | Uafhængighed fra Haiti i 1844 efter 22 års besættelse. |
| Ecuador                       | 10. august og 24. maj        | Erklæring om uafhængighed fra Spanien 10. august 1809, men dette fejlede med henrettelsen af bevægelsens hovedmænd 2. august 1810. Uafhængigheden blev endegyldigt opnået 24. maj 1822 efter Slaget ved Pichincha.                                                                                 |
| Emiraterne                    | 2. december                  | Uafhængighed fra Storbritannien i 1971. |
| Eritrea                       | 24. maj                      | Uafhængighed fra Etiopien i 1993. |
| Estland                       | 24. februar                  | Uafhængighed fra Rusland i 1918. |
| Filippinerne                  | 12. juni                     | (Araw ng Kalayaan) Uafhængighed fra Spanien i 1898. |
| Finland                       | 6. december                  | Uafhængighed fra Rusland i 1917. |
| Gambia                        | 18. februar                  | Uafhængighed fra Storbritannien i 1965. |
| Georgien                      | 26. maj                      | Uafhængighed fra Rusland i 1918. |
| Ghana                         | 6. marts                     | Uafhængighed fra Storbritannien i 1957. |
| Grækenland                    | 25. marts                    | Erklæring om uafhængighed fra det Osmanniske Rige i 1821, som markerede starten på den græske frihedskrig. |
| Guyana                        | 26. maj                      | Uafhængighed fra Storbritannien i 1966. |
| Haiti                         | 1. januar                    | Uafhængighed fra Frankrig i 1804. |
| Honduras                      | 15. september                | Uafhængighed fra Spanien i 1821. |
| Hviderusland                  | 3. juni                      | Befrielsen af Minsk fra den tyske besættelse af sovjetiske tropper i 1944. |
| Indien (Bharat)               | 15. august                   | Uafhængighed opnået efter overgivelse af magt fra Storbritannien i 1947. |
| Indonesien                    | 17. august                   | Udråbelse af uafhængighed (Hari Proklamasi Kemerdekaan R.I.) fra Holland. Uafhængighed af Japan i 1945. |
| Republikken Irland            | 6. december                  | Uafhængighed fra Storbritannien i 1922. |
| Island                        | 17. juni                     | Uafhængighed fra Danmark i 1944. |
| Israel                        | 5. Iyar                      | (Yom Ha'atzmaut) fejres på den tirsdag, onsdag eller torsdag, der ligger tættest på denne dato, det kan faktisk være mellem 3. og 6. Iyar, som kan findes mellem 15. april og 15. maj. Den gregorianske dato for Israels uafhængighed fra Palæstina-mandatet under Storbritannien er 14. maj 1948. |
| Jamaica                       | 6. august                    | Uafhængighed fra Storbritannien i 1962. |
| Jordan                        | 25. maj                      | Uafhængighed fra Storbritannien i 1946. |
| Kap Verde                     | 5. juli                      | Uafhængighed fra Portugal i 1975. |
| Kasakhstan                    | 16. december                 | Uafhængighed fra Sovjetunionen i 1991. |
| Kenya                         | 12. december                 | Uafhængighed fra Storbritannien i 1963. |
| Kina                          | 1. oktober                   | Fra 1949. |
| Kirgisistan                   | 31. august                   | Uafhængighed fra Sovjetunionen i 1991. |
| Korea, Nord                   | 15. august / 9. september    | Uafhængighed fra Japan i 1945 / Grundlæggelse af DPRK i 1948. |
| Korea, Syd                    | 15. august                   | Uafhængighed fra Japan i 1945. |
| Kroatien                      | 8. oktober                   | Uafhængighed fra Jugoslavien i 1991. |
| Lesotho                       | 4. oktober                   | Uafhængighed fra Storbritannien i 1966. |
| Letland                       | 4. maj                       | (Neatkaribas deklaracijas pasludinasanas diena) Uafhængighed fra Sovjetunionen i 1990. |
| Libanon                       | 22. november                 | Uafhængighed fra Frankrig i 1943. |
| Liberia                       | 26. juli                     | Uafhængighed i 1847. |
| Litauen                       | 16. februar                  | Uafhængighed fra Sovjetunionen i 1990. |
| Makedonien                    | 8. september/25. maj         | (Den na nezavisnosta eller Ден на независноста) Uafhængighed fra Jugoslavien i 1991. |
| Malawi                        | 6. juli                      | Uafhængighed fra Storbritannien i 1964. |
| Malaysia                      | 31. august                   | (Hari Merdeka) Uafhængighed fra Storbritannien i 1957. |
| Maldiverne                    | 26. juli                     | Uafhængighed fra Storbritannien i 1965. |
| Mali                          | 22. september                | Uafhængighed fra Frankrig i 1960. |
| Malta                         | 21. september                | Uafhængighed fra Storbritannien i 1964. |
| Marokko                       | 2. marts                     | Uafhængighed fra Frankrig og Spanien i 1956. |
| Mauritius                     | 12. marts                    | Uafhængighed fra Storbritannien i 1968. |
| Mexico                        | 16. september                | Uafhængighed fra Spanien erklæret i 1810. Anerkendt 27. september 1821 |
| Moldova                       | 27. august                   | Uafhængighed fra Sovjetunionen i 1991. |
| Mongoliet                     | 26. november                 | Uafhængighed fra Kina 11. juli 1921. |
| Montenegro                    | 3. juni                      | Uafhængighed fra Statsunionen Serbien og Montenegro i 2006. Afstemning om løsrivelse blev afholdt 21. maj 2006. |
| Mozambique                    | 25. juni                     | Uafhængighed fra Portugal i 1975. |
| Namibia                       | 21. marts                    | Uafhængighed fra det sydafrikanske mandat i 1990. |
| Nicaragua                     | 15. september                | Uafhængighed fra Spanien i 1821. |
| Niger                         | 3. august                    | Uafhængighed fra Frankrig i 1960. |
| Nigeria                       | 1. oktober                   | Uafhængighed fra Storbritannien i 1960. |
| Norge                         | 7. juni                      | Uafhængighed fra Sverige i 1905. Fejres 17. maj sammen med grundloven, der blev underskrevet i Eidsvoll i 1814. |
| Pakistan                      | 14. august                   | (Yaum e Azadi) Uafhængighed fra Storbritannien og ophør af riget, der gik under navnet Indien med regering af den britiske raj i 1947. |
| Panama                        | 3. november                  | Uafhængighed fra Colombia i 1903. |
| Papua Ny Guinea               | 16. september                | Uafhængighed fra Australien for de tidligere territorier Ny Guinea og Papua i 1975. |
| Paraguay                      | 15. maj                      | (Día de Independencia) Uafhængighed fra Spanien i 1811. |
| Peru                          | 28. juli                     | Uafhængighed fra Spanien i 1821. |
| Polen                         | 11. november                 | (Święto Niepodległości) Polens uafhængighed blev genvundet fra Østrig, Preussen og Rusland i 1918. |
| Portugal                      | 1. december                  | Genetablering af Portugals uafhængighed fra Spanien i 1640. Landets oprindelige uafhængighed (fra Kongedømmet Léon) blev anerkendt 5. oktober 1143. Denne dag er fridag i Portugal, men ikke af den grund, som i stedet er indførelsen af republkken i 1910.                                       |
| Qatar                         | 3. september                 | Uafhængighed fra Storbritannien i 1971. |
| Rumænien                      | 9. maj                       | Uafhængighed fra det Osmanniske Rige i 1877. |
| Rusland                       | 12. juni                     | (Ruslandsdagen) |
| Rwanda                        | 1. juli                      | Uafhængighed fra Belgien i 1962. |
| São Tomé og Príncipe          | 12. juli                     | Uafhængighed fra Portugal i 1975. |
| Schweiz                       | 1. august                    | Alliance mod det tysk-romerske rige i 1291. |
| Serbien                       | 15. februar                  | Starten på den første opstand mod det Osmanniske Riges besættelse i 1804. |
| Seychellerne                  | 29. juni                     | Uafhængighed fra Storbritannien i 1976. |
| Singapore                     | 9. august                    | (Nationaldagen) markerer udtræden af / adskillelse fra Malaysia i 1965. |
| Slovakiet                     | 17. juli                     | Erklæring af Uafhængighed (kun en mindedag), selve uafhængigheden kom 1. januar 1993 i forbindelse med delingen af Tjekkoslovakiet (fridag). |
| Slovenien                     | 26. december                 | (Uafhængigheds- og enhedsdag) Datoen for offentliggørelsen af de officielle resultater af uafhængighedsafstemningen plebiscite i 1990, der bekræftede løsrivelsen fra Jugoslavien. |
| Sri Lanka                     | 4. februar                   | Uafhængighed fra Storbritannien i 1948. |
| Suriname                      | 25. november                 | Uafhængighed fra Holland i 1975. |
| Sverige                       | 6. juni                      | Uafhængighed fra Kalmarunionen i 1523. |
| Swaziland                     | 6. september                 | Uafhængighed fra Storbritannien i 1968. |
| Sydafrika                     | 11. december                 | Uafhængighed fra Storbritannien i 1931. Ikke fridag. Sydafrikanske Union blev dannet 31. maj 1910, og Den Sydafrikanske Republik blev udråbt 31. maj 1961. |
| Sydsudan                      | 9. juli                      | Uafhængighed fra Sudan i 2011 |
| Tadjikistan                   | 9. september                 | Uafhængighed fra Sovjetunionen i 1991. |
| Tchad                         | 11. august                   | Uafhængighed fra Frankrig i 1960. |
| Tjekkiet                      | 28. oktober                  | Markerer Tjekkoslovakiets genvundne uafhængighed fra Østrig-Ungarn i 1918. |
| Tonga                         | 4. juni                      | Uafhængighed fra Storbritannien i 1970. |
| Trinidad og Tobago            | 31. august                   | Uafhængighed fra Storbritannien i 1962. |
| Tyrkiet                       | 29. oktober                  | Erklæring om uafhængighed i 1923. |
| Ukraine                       | 24. august                   | Uafhængighed fra Sovjetunionen i 1991. |
| Uruguay                       | 25. august                   | (Día de la Independencia) Erklæring om uafhængighed fra Brasilien i 1825. |
| USA                           | 4. juli                      | (Uafhængighedsdagen) Erklæring om uafhængighed fra Storbritannien i 1776. |
| Usbekistan                    | 1. september                 | Uafhængighed fra USSR i 1991. |
| Venezuela                     | 5. juli                      | Erklæring om uafhængighed fra Spanien i 1811. |
| Vietnam                       | 2. september                 | Erklæring om uafhængighed fra Frankrig i 1945. |
| Yemen                         | 30. november                 | Erklæring om uafhængighed fra Storbritannien i 1967. |
| Zambia                        | 24. oktober                  | Erklæring om uafhængighed fra Storbritannien i 1964. |
| Zimbabwe                      | 18. april                    | Erklæring om uafhængighed fra Storbritannien i 1980. |
| Østrig                        | 15. maj                      | Uafhængighed fra USA, Sovjetunionen, Storbritannien og Frankrig i 1955. |
| Øst-Timor                     | 20. maj                      | Uafhængighed fra Indonesien i 2002. |
| Somaliland                    | 18. maj                      | Erklæring om uafhængighed fra Somalia i 1991, som dog ikke er anerkendt af det internationale samfund. |
| Transnistrien (Pridnestrovie) | 2. september                 | Erklæring om uafhængighed fra Moldova i 1991, som dog ikke er anerkendt af det internationale samfund. |

Madagascar Republic in June 26, 1960